# Септември
Септември (буг. Септември) град је у Републици Бугарској, у средишњем делу земље. Град са околним селима чини истоимену општину Септември у оквиру Пазарџичке области.

## Географија
Град Септември се налази у средишњем делу Бугарске. Од главног града Софије град је удаљен 100 km југоисточно, а од обласног средишта, града Пазарџика, 20 km западно.
Септември се сместио на приближно 240 м надморске висине, у области долине Марице. На датом месту се долина шири у Тракијску равницу. Јужно се издижу планине из ланца Родопа.
Клима у граду је континентална.

## Историја
Окружење Септемврија је насељено још у време Трачана. Касније тога овим простором владају стари Рим, Византија, средњовековна Бугарска, Османско царство. Турци Османлије освајају област Септемврија крајем 14. века.
После освајања средњовековно насеље је био уништено. Почетком 15. века, када је основан Пазарџик од стране јерменских Татара, предвођаних од Сарахан бегом, ударен је почетак новог села, које је по њему понело име „Сараханбеј“, касније скраћено на „Саранбеј“.
Вишевековна турска владавина трајала пет векова. Са проласком пруге Свиленград — Белово 1873. године, код села Саранбеј отвара се железничка станица са истим именом. Септември је коначно припојен Бугарској 1885. године. У 1923. године становника Саранбеја учествују у Септембарском устанку, тако да је после пуча из 1944. године насеље преименовано у Септемрви, у преводу Септембар. 1964. године због повећања становништва и као центар економског и културног живота, село добија статус града.

## Становништво
По проценама из 2010. године Септември је имао око 8.500 становника. Већина градског становништва су етнички Бугари. Остатак су махом Роми. Последњих 20-ак година град губи становништво због удаљености од главних токова развоја у држави.
Већинска вероисповест становништва је православна.

## Галерија
- Градска Црква св. Харалампија
- Железничка станица у Септемврију
- Виша пољопривредна школа
- Градски дом здравља